# Vicente López Enguídanos

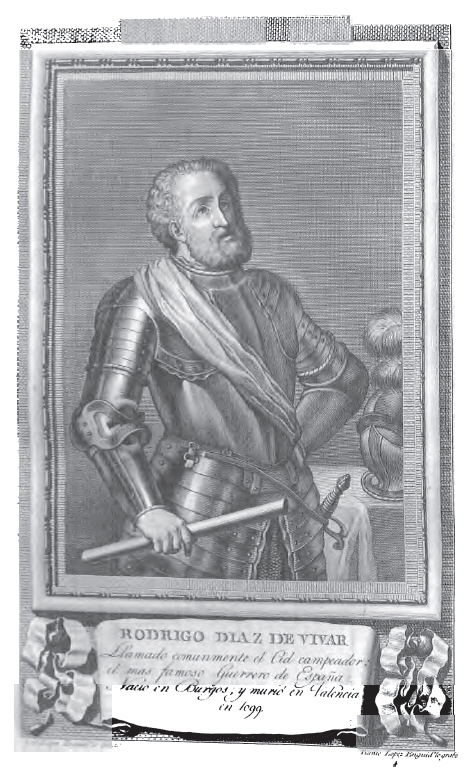
Retrato de Rodrigo Díaz de Vivar para la serie de Retratos de los españoles ilustres, 1791, por dibujo de José López Enguídanos.

Vicente López Enguídanos y Perlés (Valencia, 1774 - Madrid, c. 1799), fue un grabador español, hermano de José y Tomás López Enguídanos.

## Biografía
Matriculado en la Real Academia de Bellas Artes de San Fernando de Madrid en 1786, Vicente es el menos conocido de los hermanos López Enguídanos, debido quizá a su prematura muerte, no mucho más tarde de 1799 en que se fechan sus últimos grabados conocidos.
Participó como grabador en algunas de las más ambiciosas empresas de la Real Calcografía, en las que también tomaron parte sus hermanos, aportando algunas ilustraciones para Los cuatro libros de la arquitectura de Andrea Palladio (1797) y para los Icones et descriptiones plantarum, quae aut sponte in Hispania de Antonio José Cavanilles, correspondiéndole en esta obra la totalidad de las estampas de los tomos cuarto (1797) y quinto (1799), interrumpiéndose su labor cuando trabajaba en las ilustraciones del sexto. Para el libro de Retratos de los españoles ilustres realizó por dibujo de su hermano José el retrato de Rodrigo Díaz de Vivar, el Cid. Suyos son también los mapas celestes que ilustran la Uranografía o Descripción del cielo de Joseph Garriga, editada en 1793 en la Imprenta Real.